# تشارلز يو
تشارلز يو (بالإنجليزية: Charles Yu)‏ (1976)؛ روائي أمريكي.